# Estádio Florestal
O Estádio Florestal foi um estádio de futebol localizado na cidade de Lajeado, no estado do Rio Grande do Sul, tinha capacidade para 5.000 pessoas.

## História
O Estádio Florestal foi Inaugurado em 1961, foi estádio do Clube Esportivo Lajeadense até 2011, foi o primeiro estádio do interior do Rio Grande do Sul com pavilhão. Após a venda a um grupo de empresários  no ano de 2010 o estádio foi destruído no ano de 2012, ainda não há planos públicos para o que será construído no local.
O novo estádio, Estádio Alviazul situa-se no bairro Floresta em lajeado, com capacidade de em torno de 7.000 torcedores. Foi inaugurada no dia 25 de Janeiro de 2012.

## Ligações Externas
- Página Oficial do Lajeadense